# Manila imperiale
Manila imperiale (in inglese Imperial Manila; in tagalog Maynilang Imperyal) è un epiteto peggiorativo utilizzato da settori della società filippina e da persone al di fuori della città per esprimere l'idea che tutti gli affari del paese (che si tratti di economia, politica oppure cultura) sono decisi solamente da tutto ciò che accade nella Regione Capitale Nazionale (NCR), senza considerare i bisogni del resto del paese. Ciò è in gran parte attribuibile al fenomeno del centralismo ed a un certo snobismo urbano.
Tale sentimento è talvolta espresso con il proverbio filippino «Nessuna foglia può cadere nelle Filippine senza il consenso di Malacañang». Un'altra espressione dell'enorme influenza di Manila fu sottolineata dall'artista nazionale Nick Joaquin, il quale affermò che "quando Manila starnutisce, le Filippine prendono freddo".

## Storia
Non si ha la certezza di quanto l'epiteto fu utilizzato per la prima volta. Vi furono tuttavia diversi storici, soprattutto coloro che abitavano al di fuori di Metro Manila, che associarono questo termine alla rivoluzione del Rosario poiché si credette che l'ex Presidente Ferdinand Marcos fu rimosso forzatamente dalla propria carica senza chiedere il parere di coloro che abitavano lontano dalla capitale. Le massicce proteste contro Marcos, infatti, furono guidate prevalentemente da politici dell'opposizione e dagli abitanti dell'NCR. In un articolo del Philippine Daily Inquirer, il giornalista Amando Doronila scrisse:
(Amando Doronila)